# Інциденти з іноземними підводними човнами у водах Швеції
Інциденти з іноземними підводними човнами в водах Швеції — ряд морських військових та міжнародних інцидентів, що відбулись в заключній фазі Холодної війни та полягали в численних порушеннях територіальних вод Швеції іноземними підводними човнами.

## Іноземні підводні човни в територіальних водах Швеції
У перші роки після Другої світової війни відзначалася незначна активність іноземних підводних човнів: через відсутність достатніх технічних засобів виявлення підводних човнів виявлення човнів було нестійким і відразу після виявлення човен змінював курс, після чого контакт втрачався. У зв'язку з коротким часом контакту не представлялося можливим визначити національну приналежність човнів.
До початку 1980-х років ситуація різко змінилася. Виявлені човни більше не йшли від спостереження після їх виявлення. Імовірно тому, що в 1980 році протичовнові засоби Швеції складалися з малих катерів і вертольотів і не могли ефективно протидіяти підводним човнам.

### Список основних інцидентів
- 1962. Під час навчань сонарами і гідрофонами північніше Форе поблизу острова Готланд був виявлений підводний човен. Після виявлення він був атакований глибинними бомбами, після чого човен вийшов в нейтральні води.

- Осінь 1969. Під час маневрів біля узбережжя Норрланда шведський підводний човен Springaren увійшов в контакт з іноземним підводним човном, який після виявлення покинув територіальні води Швеції.

- 1974. У міста Каппелхамнсвікен острова Готланд берегова охорона виявила перископ підводного човна. На перехоплення вийшов есмінець королівського флоту, який зафіксував вихід підводного човна в нейтральні води.

- Осінь 1976. Під час маневрів біля берегів Стокгольмського архіпелагу був помічений радянський підводний човен проекту 613, що позначив себе в нейтральних водах короткочасним включенням радара. Подальші спостереження за ним показали вхід підводного човна в територіальні води Швеції. Були записані шуми гвинтів човна. В момент прибуття до місця есмінців і протичовнових вертольотів човен, збільшивши швидкість, вийшов в міжнародні води.

- 18 вересня — 6 жовтня 1980. Шведський військовий буксир Ajax виявив рубку підводного човна неподалік від острова Уте Стокгольмського архіпелагу. Були викликані ударні вертольоти, які здійснили попереджувальні постріли в бік підводного човна. Підводний човен не покинув територіальні води Швеції і полювання тривало ще кілька тижнів, під час яких човен періодично виявляли.

- 27 жовтня 1981. Інцидент з U-137 (саме під таким іменем західна преса повідомляла про радянські підводні човни проекту 613 С-363 з бортовим номером 137). В результаті інциденту радянський човен сів на мілину. В СРСР заявили, що у човна вийшло з ладу навігаційне обладнання і він «заблукав».

- 1 жовтня — 13 жовтня 1982. Інцидент в Харсфіорді. Щоб запобігти вторгнення іноземних підводних човнів в територіальні води Швеції були встановлені численні пастки у вигляді мінних полів і сенсорів. При виявленні входу іноземної субмарини в води Швеції ВМС Швеції переводились в бойову готовність і приступали до силових операцій. У зазначений період було скинуто 44 глибинних бомби, крім того здетонували 4 якірні міни. Згодом з'ясувалося, що бомбардування були безуспішними: або човен їх уникав, або він зміг покинути територіальні води Швеції ще на самому початку силової акції. Події викликали екстрене засідання в парламентської комісії Швеції, яка звинуватила у вторгненні Радянський Союз, що викликало політичну напруженість у відносинах СРСР і Швеції. Наступні дослідження показали, що за шуми гвинтів підводного човна могли бути прийняті шуми цивільного судна.

- 4 травня 1983. За фактом детонації якірних мін північніше міста Лулео під фіордом Терефйорд Ботнічної затоки були висловлені припущення про вхід підводного човна. В травні в районі міста Сундсвалль вертольоти встановили контакт з іноземним підводним човном, але не змогли атакувати його через присутність у зоні враження цивільних журналістів. Влітку 1983 року відбулись полювання за підводним човном в Теревікен; в серпні — полювання за підводним човном в бухті Карлскруна і однойменному архіпелазі. Були здійснені бомбардування глибинними бомбами безпосередньо в бухті бази ВМС Швеції.

- 9 лютого — 29 лютого 1984. Ще один пошук підводного човна в бухті Карлскруна. Було використано 22 глибинні бомби.

- Початок літа 1986. В Клінтехамсвекене на острові Готланд відзначено «занурення під воду містичного об'єкта». Дослідження морського дна показали наявність колії підводного транспортного засобу довжиною близько 1100 метрів.

- Червень 1987. Ще одне полювання за підводним човном у фіорді Терефйорд. Літом 1987 року під час обстеження магнітними детекторами масивних об'єктів мінного поля біля міста Каппелхамнсвікен острова Готланд, військові виявили чіткі сліди підводного транспортного засобу.

- Початок літа 1988. Були записані шуми від гвинтів і продувки баластних цистерн в бухті Ховрігебуктен в районі Оксельозунда.

- Під час випробувань новітнього шведського підводного човна на швидкість і гучність, вертоліт протичовнової авіації, що відслідковував його сонаром, виявив другу підводну ціль. Щоб перевірити, чи є другий об'єкт перешкодою, шведській субмарині був відданий наказ на спливання. Другий об'єкт на великій швидкості пройшов під кілем шведської субмарини. Випробування проходили неподалік від бази ВМС Швеції в Стокгольмі. Протягом наступних двох тижнів приведені в стан бойової готовності війська періодично вступали в акустичний контакт з іноземним підводним човном.

### Інцидент в жовтні 2014
- В жовтні 2014 року в стокгольмському архіпелазі проводилась масштабна операція з виявлення іноземного підводного човна, в якій були задіяні кораблі шведських ВМС та військова авіація.